# التطعيم ضد فيروس كورونا في كندا
يمثل برنامج التلقيح ضد كوفيد-19 في كندا أحد الجهود الحكومية الدولية الجارية المنسقة بين الجهات المسؤولة في حكومة كندا والهادفة إلى تحصيل اللقاحات وتوزيعها على حكومات المقاطعات والأقاليم الفردية المسؤولة بدورها عن إدارة لقاحات كوفيد-19 المعتمدة خلال جائحة كوفيد-19 في كندا. طلبت بعض المقاطعات المساعدة الجزئية أو الكلية في تعميم عمليات التلقيح وتنفيذها من الحكومات البلدية المحلية، والمستشفيات، وأطباء الأسرة والصيدليات المستقلة الخاصة. يشكل جهد التلقيح هذا أكبر جهد تمنيع في تاريخ الأمة. وافقت وزارة الصحة في كندا على لقاح كوفيد-19 فايزر – بيونتك في 9 ديسمبر 2020، وبدأت جهود التلقيح الواسعة في جميع أنحاء الدولة في 14 ديسمبر 2020. وافقت وكالة الصحة لاحقًا على لقاح «إم آر إن إيه» - 1273 المطور بواسطة شركة موديرنا في 23 ديسمبر 2020.
في كندا، تتحمل وزارة الصحة الكندية مسؤولية الموافقة على اللقاحات (وغيرها من المستحضرات الدوائية) وتنظيمها، بينما تقع مسؤولية الصحة العامة والتأهب لحالة الطوارئ والوقاية على عاتق وكالة الصحة العامة الكندية (بّي إتش إيه سي). تحظى اللقاحات بموافقة وزارة الصحة الكندية بعد شرائها من قبل حكومة كندا، ثم تُوزع بواسطة وكالة الصحة العامة الكندية على المقاطعات والأقاليم الفردية في شرائح بناءً على العديد من العوامل مثل نسبة السكان والأشخاص ذوي الأولوية. أصدرت اللجنة الاستشارية الوطنية للتمنيع (إن إيه سي آي) إرشادات بكيفية توزيع اللقاحات.
في الفترة الممتدة من منتصف يناير حتى منتصف فبراير، لم تلتزم فايزر – بيونتك ولا موديرنا بشحن الكميات المتفق عليها من اللقاحات المكفولة إلى كندا والدول الأخرى، نتيجة تحديات التصنيع. بحلول 18 فبراير، أعلن اللواء داني فورتين، المسؤول عن قيادة لوجستيات اللقاحات في وكالة الصحة العامة الكندية (بّي إتش إيه سي)، عن عودة تسليم اللقاح إلى مساره الصحيح وعن وجود «عدد وافر من الإمدادات» ما من شأنه «رفع خطط التمنيع بشكل كبير في المقاطعات». أدت الزيادات الكبيرة في تصنيع اللقاح وتسليمه، بالتزامن مع توصيات اللجنة الاستشارية الوطنية للتمنيع بتمديد إعطاء الجرعة الثانية إلى 16 أسبوع كحد أقصى، إلى ارتفاع كبير في تسليم اللقاحات في جميع أنحاء الدولة في شهري مارس وإبريل 2021.
في 26 فبراير 2021، وافقت وزارة الصحة الكندية على استخدام لقاح أكسفورد–آسترازينيكا، إذ وصلت الشحنات الأولى منه إلى كندا في 3 مارس 2021. وافقت الوزارة أيضًا على لقاح جونسون آند جونسون في 5 مارس 2021، ليصبح رابع لقاح حاصل على موافقة وزارة الصحة الكندية؛ مع ذلك، لم تستلم كندا شحنة اللقاح حتى 28 أبريل 2021. لم تضع الدولة لقاح جونسون آند جونسون قيد التطبيق بعد. أصبحت كندا الدولة الأولى المرخصة لإعطاء لقاح كوفيد-19 للأشخاص الذين تقل أعمارهم عن 16 عام بعد موافقتها على إعطاء لقاح فايزر للأطفال الذين تتراوح أعمارهم بين 12 و15 عام في 5 مايو 2021.

## التطورات والبيانات الدوائية
نظرًا إلى حداثة لقاحات كوفيد-19 نسبيًا، تعرضت بعض جوانب التسليم والرعاية الدوائية للمنتجات إلى تغييرات سريعة على مدار برنامج التلقيح.

### إعطاء الجرعة الثانية
في وقت مبكر من جهود التلقيح، ظهر جدل حول موعد إعطاء الجرعة الثانية من اللقاحات المعتمدة طبيًا وسياسيًا. أوصت كل جهة تصنيع بإعطاء الجرعة الثانية من اللقاح بعد فاصل زمني يبلغ على الترتيب 21 يوم للقاح فايزر – بيونتك؛ و28 يوم للقاح موديرنا و4-12 يوم للقاح أكسفورد–آسترازينيكا. أفادت البيانات الجديدة بإمكانية إطالة زمن توصيات الجهات المصنعة، ما يسمح نظريًا بتلقيح عدد أكبر من الأشخاص مع العمل على رفع جهود إمدادات التلقيح. نشر ستانلي بلوتكين ونيل هالسي مقالًا في مجلة الأمراض المعدية السريرية لجامعة أكسفورد للحث على استخدام الجرعة الواحدة بشكل مؤقت من أجل إيصال التلقيح إلى أكبر عدد ممكن من الأشخاص حتى توفر اللقاح بشكل أكبر. قدّمت مقالات أخرى إلى جانب بعض وسائل الإعلام العديد من البراهين التي استخدمت الحجة نفسها بهدف تأخير الجرعات الثانية. بدأت مقاطعة كيبك في إيقاف إعطاء الجرعات الثانية، واعتمدت في النهاية إستراتيجية من 90 يوم. في البداية، أوصت اللجنة الاستشارية الوطنية للتمنيع (إن إيه سي آي) بفاصل زمني من 42 يوم كحد أقصى بين الجرعتين. اقتدت مقاطعة كولومبيا البريطانية بكيبك مع بدئها في خطط تأخير إعطاء الجرعة الثانية إلى أربعة أشهر.
في 4 مارس 2021، أوصت اللجنة الاستشارية الوطنية للتمنيع (إن إيه سي آي) بفاصل زمني من أربعة أشهر كحد أقصى أو 112 يوم بين الجرعتين. بدأت المقاطعات الأخرى في ضبط برامج إعطاء اللقاحات الخاصة بها بناءً على التوصيات الفيدرالية. تراجعت كيبك عن توصيتها بالجرعة الثانية لأولئك المصابين سابقًا بكوفيد-19، إذ اعتبرت المناعة قوية بما فيه الكفاية. سمحت المقاطعة بتلقي الأشخاص الجرعة الثانية من اللقاح في حال رغبتهم بذلك.
اعتبارًا من 24 مايو 2021، أصبحت ساسكاتشوان واحدة من المقاطعات الأولى التي تسمح بإعطاء الجرعة الثانية من اللقاح بعد فاصل زمني قصير، إذ مكنت الأشخاص من حجز مواعيد لجرعتهم الثانية بناءً على أعمارهم (بدءًا من +80) أو تاريخ إعطاء الجرعة الأولى. في الوقت نفسه، سمحت أونتاريو لمتلقي الجرعة الأولى من لقاح أكسفورد–آسترازينيكا، في الفترة الممتدة بين 10-19 مارس 2021، بحجز موعد لجرعتهم الثانية من اللقاح نفسه.

### سعة قوارير فايزر – بيونتك
في يناير 2021، اكتشفت مقاطعة ساسكاتشوان إمكانية سحب جرعات إضافية من لقاحات فايزر في القوارير التي تستوعب 5 جرعات وفق تصنيف الشركة المصنعة.
مع استعداد فايزر لإعادة التجهيز من أجل تلبية طلبات اللقاح العالمية، ما أدى إلى تباطؤ الإمدادات في كندا في شهري يناير وفبراير 2021، أعلنت الشركة عن احتواء قواريرها بالفعل على 6 جرعات من اللقاح، بدلًا من 5. قبلت وزارة الصحة الكندية إعادة تصنيف المنتج هذه، على الرغم من تطلب هذا الإعلان ملايين المحاقن ذات المساحة الخاملة المنخفضة من أجل استخراج الجرعة الأخيرة من القارورة.

### متطلبات تخزين فايزر – بيونتك
في البداية، لزم الأمر تخزين لقاحات فايزر – بيونتك في درجات حرارة شديدة البرودة (ما بين -80 و-60 درجة مئوية) بشكل دائم، حتى تطبيقها (يجب استخدام اللقاح بعد 6 ساعات من التمديد في أي وقت). في 25 فبراير، أوصت وزارة الصحة الكندية بتخزين اللقاح ضمن درجات حرارة المجمد العادية (ما بين -25 و-15 درجة مئوية) لمدة تصل إلى أسبوعين.